# Germay
Germay es una comuna francesa situada en el departamento de Alto Marne, en la región de Gran Este.

## Demografía
| 80 | 77 | 72 | 81 | 67 | 61 | 48 |
| Para los censos de 1962 a 1999 la población legal corresponde a la población sin duplicidades (Fuente: INSEE [Consultar]) |    |    |    |    |    |    |